# Referendum sull'indipendenza del Turkmenistan del 1991
Il referendum sull'indipendenza del Turkmenistan del 1991 si svolse il 26 ottobre 1991.
Secondo i dati ufficiali della commissione elettorale centrale, l'affluenza alle urne al referendum fu del 97,38%, con il 94,06% dei voti a favore dell'indipendenza del paese, contro il 5,94% dei contrari. Il 93,50% degli elettori votarono poi a favore della nuova politica interna ed estera del Paese, contro il 6,50% dei contrari.

## Contesto
Il 22 agosto 1990, il Soviet Supremo della Repubblica Socialista Sovietica Turkmena, su iniziativa e pressione di un certo numero di forze democratiche nazionali, compresi gli sforzi del Movimento Democratico Popolare "Agz'ybirlik", adottò ufficialmente la "Dichiarazione sulla sovranità statale del Repubblica Socialista Sovietica Turkmena", sebbene la RSS Turkmena continuò a rimanere parte dell'Unione Sovietica come una delle repubbliche sindacali.
Il Turkmenistan rimase parte dell'Unione Sovietica anche dopo il colpo di stato dell'agosto 1991 e anche dopo l'ondata principale della cosiddetta "Parata delle sovranità". La decisione di indire un referendum nella repubblica turkmena fu presa frettolosamente dal Soviet Supremo della RSS Turkmena nella prima metà di ottobre 1991, su iniziativa del presidente della repubblica e, parallelamente, del primo segretario del Centro Comitato del Partito comunista repubblicano, Saparmyrat Nyýazow, che, a causa del suo tacito sostegno allo sconfitto Comitato statale per lo stato di emergenza, fu minacciato di un vero e proprio processo nonostante il fatto che a quel tempo fosse anche membro del Politburo del Comitato centrale del PCUS. Il 26 ottobre fu la data scelta per il referendum: a quel tempo, formalmente, solo la RSFS Russa, la RSS Kazaka e la RSS Turkmena rimasero parte dell'URSS, mentre il resto delle repubbliche era già riuscito a dichiarare la propria indipendenza e di fatto a separarsi dall'Unione Sovietica.
Su iniziativa del capo della repubblica Saparmyrat Nyýazov e dei suoi associati, oltre al quesito sull'indipendenza del Paese, venne chiesto agli elettori, con una seconda scheda, anche di determinare la futura politica interna ed estera del Paese.

## Risultati

### Indipendenza
| Scelta                        | Voti      | %     |
| ----------------------------- | --------- | ----- |
| Sì                            | 1.707.725 | 94,06 |
| No                            | 107.693   | 5,94  |
| Schede bianche/nulle          |           | –     |
| Totale                        | 1.815.418 | 100   |
| Elettori registrati/affluenza | 1.864.142 | 97,38 |
| Fonte: Direct Democracy       |           |       |

### Politica interna ed estera
| Scelta                        | Voti      | %     |
| ----------------------------- | --------- | ----- |
| Sì                            | 1.697.415 | 93,5  |
| No                            | 118.003   | 6,5   |
| Schede bianche/nulle          |           | –     |
| Totale                        | 1.815.418 | 100   |
| Elettori registrati/affluenza | 1.864.142 | 97,38 |
| Fonte: Direct Democracy       |           |       |

## Conseguenze
Sulla base dei risultati del referendum, il 27 ottobre 1991 è stata adottata la legge costituzionale transitoria "Sull'indipendenza e sui fondamenti della costruzione dello Stato", che rimase in vigore fino al 18 maggio 1992, quando venne adottata la Costituzione del Turkmenistan. Nel 1995 il Turkmenistan venne accettato come membro permanente dell'Assemblea Generale delle Nazioni Unite.